# استان ماشونالند مرکزی
استان ماشونالند مرکزی (به لاتین: Mashonaland Central Province) یک استان در زیمبابوه است که در شمال این کشور واقع شده‌است.

## خصوصیات
استان ماشونالند مرکزی ۲۸٬۳۴۷ کیلومترمربع مساحت و ۱٬۱۵۲٬۵۲۰ نفر جمعیت دارد.